# Karl Ziegler
Karl Waldemar Ziegler (Helsa, 26 novembre 1898 – Mülheim an der Ruhr, 11 agosto 1973) è stato un chimico tedesco.

## Biografia
Ziegler ha diretto per venticinque anni l'Istituto Max Planck di ricerca sul carbone a Mülheim an der Ruhr. L'opera della sua vita scientifica include contributi alla chimica dei radicali di carbonio, i composti organolitio e le reazioni di chiusura ad anello ai prodotti naturali chimica e chimica organometallica, a utili metodi di sintesi organica come la bromurazione Wohl-Ziegler e le basi di polimerizzazione vivente.
Il suo lavoro sulla reazione di trietilalluminio con etilene ha portato alla produzione di alcoli grassi per detergenti biodegradabili e come coprodotto di elevata purezza allumina, trova molti usi nell'industria chimica. Ha scoperto insieme a Giulio Natta la sintesi del polietilene e polipropilene, utilizzando dei catalizzatori contenenti titanio; questi tipi di catalizzatori vengono comunemente chiamati catalizzatori di Ziegler-Natta.
Nel 1963 hanno vinto il Premio Nobel per la chimica.